# Festival Intercultural Ciudad de Málaga
El Festival Intercultural Ciudad de Málaga se celebró en primavera de  2009 en la Plaza de la Marina de esta ciudad del sur de España.
Este festival consiste en una muestra de gastronomía, música, danza y artesanía que pretende presentar la diversidad internacional. Con ella colaboran asociaciones y colectivos de medio centenar de países del mundo con predominio de los iberoamericanos.

## Aclaración
No debe confundirse con la Feria internacional de los pueblos celebrada en Fuengirola y Mijas aunque también sea una muestra de cultura internacional.